# Ștefan Pălărie
Stefan Pălărie (n. 12 iulie 1978, Recea, România) este un senator român, ales în 2020 din partea PLUS. 